# Rudolf Quoika
Rudolf Quoika (* 6. Mai 1897 in Saaz, Österreich-Ungarn; † 7. April 1972 in Freising) war ein tschechoslowakisch-deutscher Musikwissenschaftler.

## Leben
Rudolf Quoika wurde als Sohn des Frächters Josef Quoika und dessen Ehefrau Josefa geb. Scherbaum geboren. Er besuchte die Lehrerbildungsanstalt in Komotau und  studierte Musikgeschichte an der Deutschen Universität Prag. Er wirkte von 1918 bis 1941 in der Tschechoslowakei als Lehrer und Organist in Buchau, Postelberg und Saaz. Aus politischen Gründen wurde Quoika 1941 pensioniert.
Nach der Vertreibung der Deutschen aus der Tschechoslowakei lebte und arbeitete Quoika ab 1947 als Musikschriftsteller und Komponist in Bayern, erst in Pfaffenhofen an der Ilm, von 1955 an in Freising. Der Schwerpunkt seiner Forschung lag in der Geschichte des Orgelbaus. Quoika gab außerdem Orgelwerke böhmischer Komponisten des 18. Jahrhunderts heraus und komponierte selbst vor allem Messen, Motetten, Kantaten, Lieder, Kammermusik und etliche Orgelwerke. Ab 1953 war er Vorstandsmitglied der Gesellschaft der Orgelfreunde. Anlässlich seines 70. Geburtstags wurde ihm der Titel eines österreichischen Professors verliehen.
Sein Buch Vom Blockwerk zur Registerorgel, das früher zur Standardliteratur der Orgelbaugeschichte zählte, ist heute aus den Literaturlisten verschwunden, da es gravierende Fehler enthält. Seine Aussagen decken sich in diesem Buch (und auch in anderen Publikationen) in vielen Fällen nicht mit den von ihm genannten Quellen.
Der Nachlass Rudolf Quoikas befindet sich im Kloster Rohr.

## Schriften
- Bau- und Kunstdenkmäler der Stadt Saaz. 1976.
- Chronik der letzten hundert Jahre: Saaz von 1848 bis 1948. 1979.
- Ein Orgelkolleg mit Albert Schweitzer. 1970.
- Über die Orgel in Altbayern: 1000 Jahre altbayerische Orgelgeschichte. 1968.
- Vom Blockwerk zur Registerorgel: Zur Geschichte der Orgelgotik 1200–1520. Bärenreiter, 1966.
- Die Orgelwelt um Anton Bruckner: Blicke in der Orgelgeschichte Alt-Österreichs. 1966.
- Der Orgelbau in Böhmen und Mähren. 1966.
- Die neue Orgel in der Stadtpfarrkirche zu Vilsbiburg. 1966.
- Die König-Orgel in Diessen am Ammersee. 1960.
- Über die bayerisch-sudetendeutsche Musiklandschaft. 1959.
- Altösterreichische Hornwerke. 1959.
- Musik und Musikpflege in der Benediktinerabtei Scheyern. 1958.
- Albert Schweitzers Begegnung mit der Orgel. 1958.
- Das Positiv in Geschichte und Gegenwart. Bärenreiter, 1958.
- Roggenburger Orgelbüchlein. 1956.
- Die Musik der Deutschen in Böhmen und Mähren. 1956.
- Altbayern als Orgel-Landschaft. 1953.
- Die altösterreichische Orgel der späten Gotik, der Renaissance und des Barock. Bärenreiter, 1953.
- Lobet den Herrn. 1949.
- Über die sudetendeutsche Kirche. 1949.
- Die Orgel der Teinkirche zu Prag . 1949.
- Die Orgel von St. Mauritius in Olmütz. 1949.
- Die große Orgel des Abbate Franz Xaver Krisman in St. Florian. 1948.
- Kirchenmusik als liturgisches Prinzip.